# ちびっこマダガスカル
『ちびっこマダガスカル』（Madagascar: A Little Wild）は、ドリームワークス・アニメーション・テレビジョンが制作したテレビアニメシリーズで、マダガスカルシリーズのスピンオフ作品である。
2005年の映画の前日談となるこのシリーズは、1990年代を舞台に、セントラルパーク動物園の保護施設に住むライオンのアレックス、シマウマのマーティ、キリンのメルマン、カバのグロリアの子供時代を描いている。

## キャラクター
- アレックス（ライオン）渡谷美帆
- マーティ（シマウマ）村瀬歩
- メルマン（キリン）橘あんり
- グロリア（カバ）大地葉

## エピソード一覧
1. あこがれのパークレンジャー
2. さいこうのひ
3. アシカはスーパーアイドル
4. カバのみずうみ
5. ベストファンのひ
6. きょうりゅうはくぶつかんへいこう！
7. ゴージャスな　いえで
8. こわくても　ゆうかんに
9. スリッパだいさくせん
10. ベビーシッタークラブ
11. いちばんのたんじょうびプレゼント
12. しんせつのじょおう
13. じぶんサイズのビッグショー
14. せかいをたびするナマケモノ
15. ゆめのとしこしパーティー
16. ともだちきねんび
17. はるをよぼう
18. じぶんらしさパレード
19. かがやくスター
20. もどって！ぬけた"は"
21. よるのパトロール
22. ライオンどし
23. ワイルドにだいぼうけん
24. まほうのて
25. スターはあなた！

SP. こわたのしい！？　ハロウィーン